# Angleur

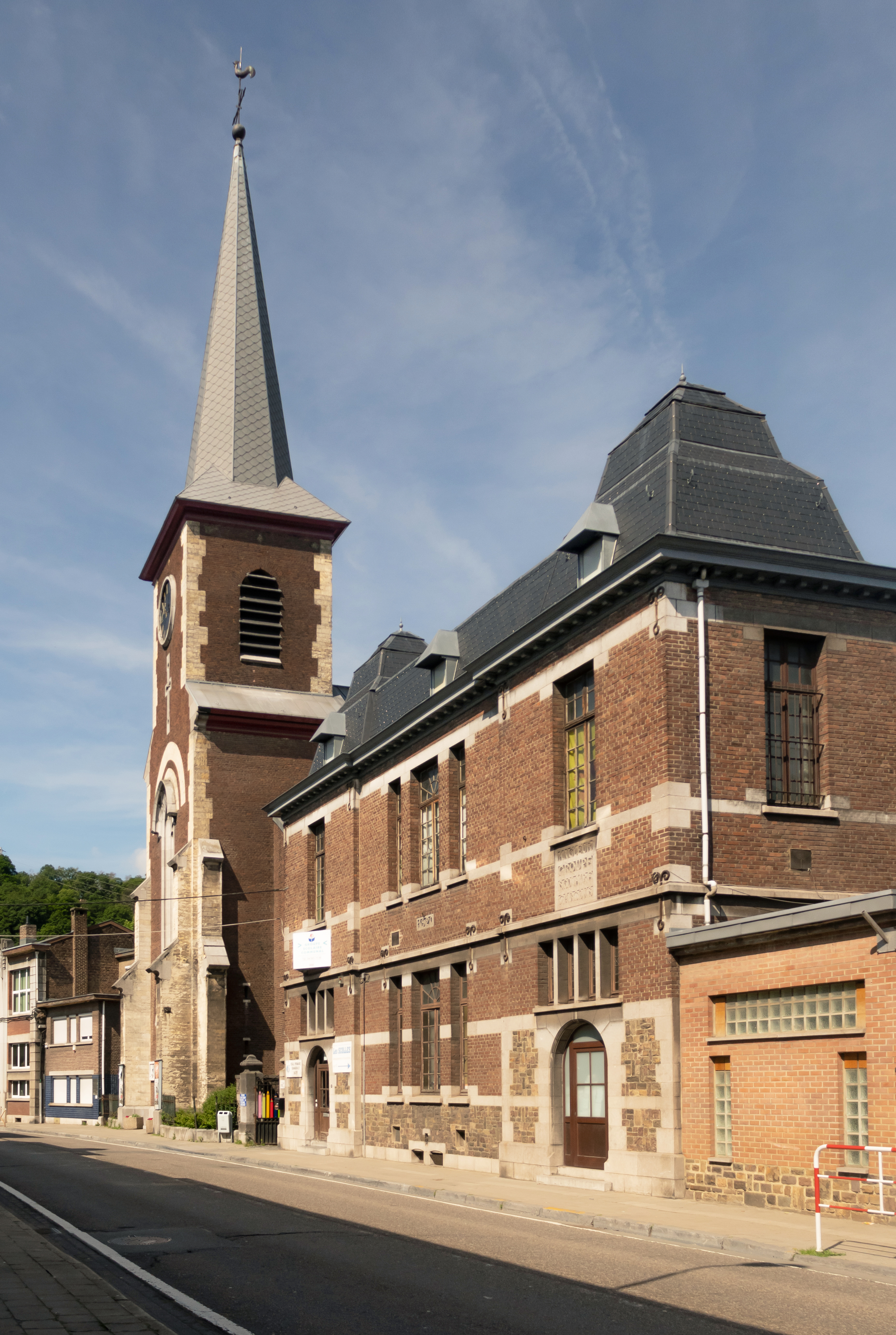
Angleur, Kirche

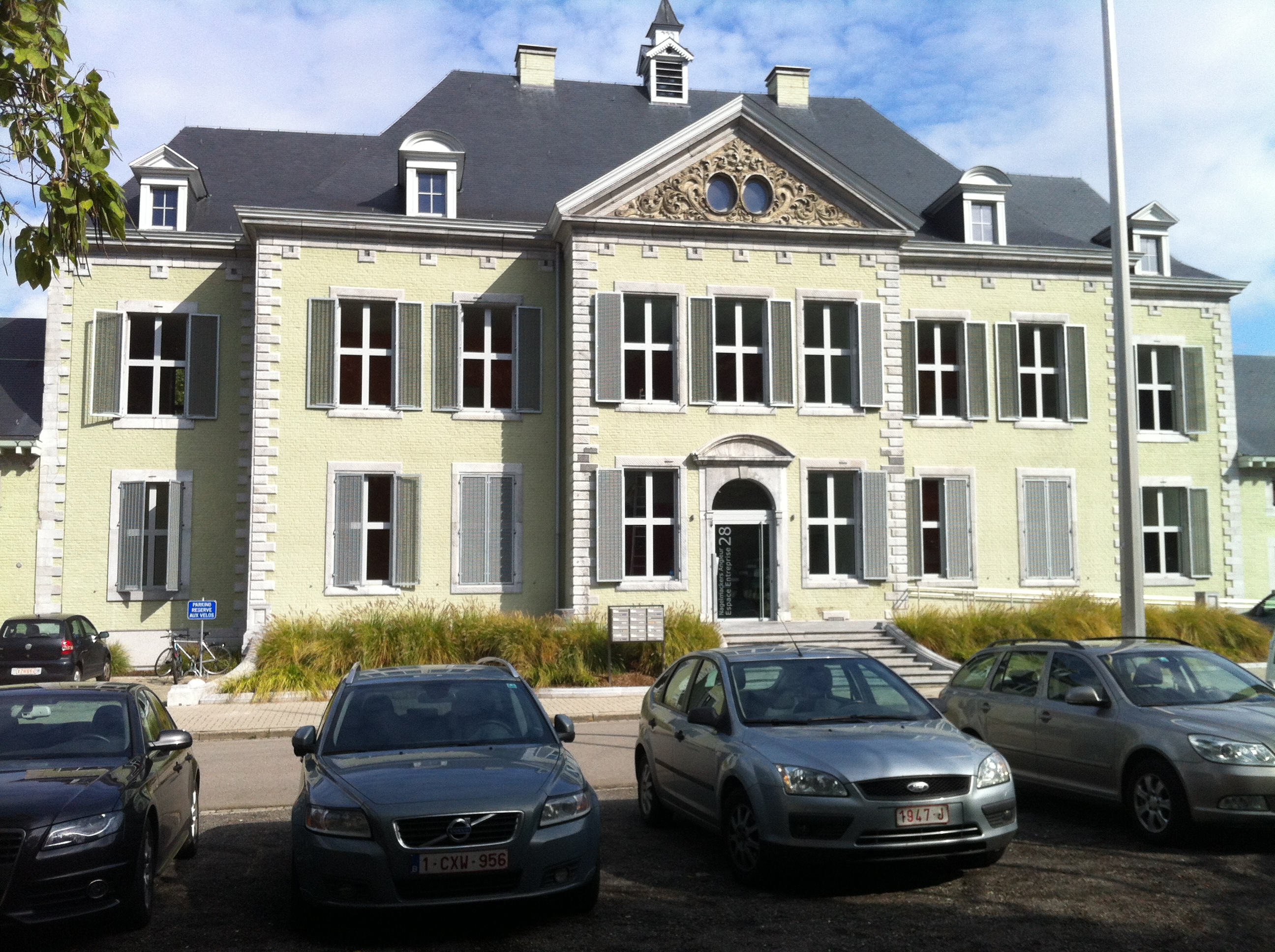
Schloss Nagelmackers, Angleur

Angleur ist ein Stadtteil von Lüttich.
Angleur war bis 1977 eine eigenständige Gemeinde, wurde dann aber eingemeindet. 
Der Ort liegt im Schnittpunkt der Bahnstrecken Angleur–Marloie und Lüttich–Aachen. Am Bahnhof halten u. a. IC-Züge der Linie Eupen-Brüssel-Ostende sowie der S-Bahn Lüttich.
Angleur hat die Postleitzahl 4031.
Hier lebte auf Château Nagelmackers, dem Familiensitz seiner Frau, zeitweise der österreichische Komponist Graf Ludwig von Stainlein (1819–1867) und starb dort 1867.  
Das Rathaus der Stadt ist seit dem 16. Dezember 1935 im Château de Peralta, einer ehemaligen Wasserburg aus dem 14. Jahrhundert untergebracht.